# Biserica Adormirea Maicii Domnului din Tîrnova
Biserica „Adormirea Maicii Domnulul” este un edificiu de cult din satul Tîrnova, raionul Dondușeni, monument arhitectural de importanță națională din Republica Moldova.